# Gyro-rhombicosidodécaèdre
Pour les articles homonymes, voir J72.
Le gyro-rhombicosidodécaèdre est un polyèdre faisant partie des solides de Johnson (J72). Comme le nom l'indique, il peut être construit à partir d'un petit rhombicosidodécaèdre avec une coupole décagonale qui a subi une rotation à 36 degrés (J5).  
Les 92 solides de Johnson ont été nommés et décrits par Norman Johnson en 1966.